# Susann Goksør Bjerkrheim
Susann Goksør Bjerkrheim (ur. 7 lipca 1970 w Oslo) – była norweska piłkarka ręczna, wielokrotna reprezentantka kraju, jest na drugim miejscu pod względem występów, w kadrze wystąpiła 300 razy, rzucając przy tym 844 bramki. Grała na pozycji skrzydłowej. Dwukrotnie zdobywała wicemistrzostwo olimpijskie w 1988 r. w Seulu i w 1992 r. w Barcelonie, a także zdobyła brązowy medal olimpijski w 2000 r. w Sydney. W 2006 roku wystąpiła w norweskiej wersji Tańca z gwiazdami.

## Sukcesy
Igrzyska Olimpijskie:
- (1988); Seul, (1992); Barcelona
- (2000); Sydney

Mistrzostwa Świata:
- (1999); Dania/Norwegia
- (1997); Niemcy
- (1993); Norwegia

Mistrzostwa Europy:
- (1996); Dania
- (1994); Niemcy